# Виннипегосис
Виннипего́сис (англ. Winnipegosis) — крупное озеро в провинции Манитоба, Канада, примерно в 300 км к северо-западу от города Виннипег. Это озеро является вторым по величине из трёх больших озёр в центральной части провинции Манитоба.
Озеро Виннипегосис относительно мелкое (средняя глубина составляет всего лишь 12 м). Питание от многих небольших рек и озёр, наиболее крупные реки — Суон (Swan River), Ред-Дир (Red Deer River), Вуди (Woody River). Сток из южной оконечности озера по реке Уотерхен (Waterhen River) в озеро Манитоба. Виннипегосис принадлежит бассейну озера Виннипег, реки Нельсон и Гудзонова залива.
Озеро имеет вытянутую форму, длина с юга на север — 245 км. Является остатком древнего озера Агассис.
Населённые пункты на берегах озера: Виннипегосис, Дак-Бей, Пеликан-Рапидс.
В 1739 году торговец пушниной Пьер Ла Верандри исследовал озеро, после этого оно использовалось как часть основного маршрута «запад-восток» Северо-Западной компанией.
Развито рыболовство, специализация — озёрная форель, радужная форель, северная щука, судак, жёлтый окунь.
Для охраны природы на берегах озера создано два заказника — Берч-Айленд на острове Берч и мелких островах вокруг него и заказник Читек-Лейк на восточном берегу озера.
Название озера образовано от «Виннипег» с помощью уменьшительного суффикса. Так как Виннипег обозначает «большая мутная вода», то Виннипегосис обозначает «малая мутная вода».